# Ніконов Павло Сергійович
Павло́ Сергі́йович Ні́конов (нар. 19 грудня 1989, м. Дніпро — пом. 14 червня 2014, м. Луганськ, Україна) — український військовослужбовець, десантник, солдат Збройних сил України.

## Життєпис
Павло Ніконов народився у місті Дніпро, виріс у жилмасиві Кам'янському (колишній Фрунзенський). Його батько — Сергій Степанович Ніконов — родом з Рязанської області Росії. Він вчив Павла грати у футбол, тренував його у своїй секції. Хлопець займався у відомого дніпровського дитячого тренера Олексія Івановича Садовникова (помер 06.04.2016 на 73-му році життя). Згодом Павло вирішив займатись карате, отримав «чорний пояс». Також займався боксом. Закінчив 9 класів загальноосвітньої школи № 142, продовжив навчання у Дніпропетровському індустріальному коледжі.
Вчився в Металургійній академії, але залишив навчання. У 2010—2011 роках проходив строкову військову службу в Дніпропетровській десантній бригаді, дуже хотів потрапити саме в десант.
Завжди мріяв про власну справу, назбирав грошей і з товаришем відкрив пилораму (деревообробний цех). Через тиск на бізнес з боку державних структур, то закривав її, то знову запускав.
У зв'язку з російською збройною агресією проти України в березні 2014 року мобілізований на захист Батьківщини як доброволець, сам прийшов до військкомату і попросився у свою бригаду.
Солдат, стрілець-зенітник 25-ї Дніпропетровської повітряно-десантної бригади Високомобільних десантних військ ЗС України, в/ч А1126, смт Гвардійське, Дніпропетровська область.

## Обставини загибелі
13 червня 2014 року десантники готувались до відправлення в зону проведення АТО. У ніч на 14 червня трьома військово-транспортними літаками Іл-76 МД з інтервалом у 10 хвилин вони вилетіли в Луганський аеропорт на ротацію особового складу. На борту також була військова техніка, спорядження та продовольство.
14 червня о 0:40 перший літак (бортовий номер 76683), під командуванням полковника Дмитра Мимрикова приземлився в аеропорту.
Другий Іл-76 МД (бортовий номер 76777), під керівництвом командира літака підполковника Олександра Бєлого, на борту якого перебували 9 членів екіпажу 25-ї мелітопольської бригади транспортної авіації та 40 військовослужбовців 25-ї Дніпропетровської окремої повітряно-десантної бригади, о 0:51, під час заходу на посадку (аеродром міста Луганськ), на висоті 700 метрів, підбили російські терористи з переносного зенітно-ракетного комплексу «Ігла». Внаслідок терористичного акту літак вибухнув у повітрі і врізався в землю поблизу території аеропорту. 49 військовослужбовців — весь екіпаж літака та особовий склад десанту, — загинули. Третій літак за наказом повернувся в Мелітополь.
|                                                  | Там все було дуже грамотно по-військовому сплановано. Там без Росії не обійшлось. Вогонь вівся з усіх сторін. Це було не на рівні ненавчених бойовиків. Обстріл літака вівся дуже грамотно. Спочатку підсвічували трасером, а потім били. Із ПЗРК неможливо було збити літак, навіть якби боєприпас потрапив у двигун, то літак все рівно не загинув би. Стріляли з «Шилки». |
| — Командир 25-ї БрТрА полковник Дмитро Мимриков. | |

Пройшло більш як 40 діб, перш ніж десантників поховали: українські військовики збирали рештки тіл загиблих, влада домовлялася з терористами про коридор для евакуації, в Дніпрі проводились експертизи ДНК для ідентифікації.
25 липня похований на кладовищі смт Обухівка Дніпровського району, де мешкає родина Павла.
Залишилися батьки, старша сестра Антоніна та наречена Марина.

## Нагороди та відзнаки
- Орден «За мужність» III ст. (20.06.2014, посмертно) — за особисту мужність і героїзм, виявлені у захисті державного суверенітету та територіальної цілісності України, вірність військовій присязі та незламність духу[4].
- Нагрудний знак «За оборону Луганського аеропорту» (посмертно).

## Вшанування пам'яті
- 11 грудня 2014 року в Дніпрі на фасаді будинку по вулиці Висоцького, 2, де мешкав Павло Ніконов, та на фасаді будівлі ЗОШ № 142, йому встановлені меморіальні дошки[5].
- 13 червня 2015 року в Дніпрі на Алеї Героїв до роковин загибелі військових у збитому терористами літаку Іл-76 встановили пам'ятні плити з іменами загиблих воїнів[6].
- 18 червня 2016 року на території військової частини А1126 в смт Гвардійське урочисто відкрили пам'ятник воїнам-десантникам 25-ї повітряно-десантної бригади, які героїчно загинули під час бойових дій в зоні проведення АТО. На гранітних плитах викарбувані 136 прізвищ, серед них і 40 десантників, які загинули у збитому літаку в Луганську[7].
- Пам'яті десантника Павла Ніконова присвячено турнір з футболу серед дитячих команд Дніпра та турнір з міні-футболу, які проводяться щорічно[8][9][10].